# Copa da África de Rugby de 2012
A Copa da África de Rugby de 2012 foi a XII edição da Africa Cup, o torneio internacional anual de rugby das nações africanas organizado pela Confederação Africana de Rugby (CAR).
Os torneios do 2012 a 2014 também são válidos para eliminatórias da Copa do Mundo de 2015..

## Divisão 1A
A divisão maior foi realizada em Tunes na Tunísia. Campeão da Africa pela primeira vez foi a Seleção Zimbabuana.
|  | Semifinais          | Semifinais          |    |                     | Final               | Final |  |
|  |                     |                     |    |                     |                     |       |  |
|  | 10 de Julho de 2012 |                     |    |                     |                     |       |  |
|  | Tunísia             | 14                  |    |                     |                     |       |  |
|  | Zimbábue            | 30                  |    |                     |                     |       |  |
|  |                     |                     |    |                     |                     |       |  |
|  |                     |                     |    |                     | 14 de Julho de 2012 |       |  |
|  |                     |                     |    |                     | Zimbábue            | 22    |  |
|  |                     | Uganda              | 18 |                     |                     |       |  |
|  |                     |                     |    |                     |                     |       |  |
|  |                     |                     |    |                     |                     |       |  |
|  |                     |                     |    |                     | Terceiro lugar      |       |  |
|  | 10 de Julho de 2012 | 10 de Julho de 2012 |    | 14 de Julho de 2012 | 14 de Julho de 2012 |       |  |
|  | Uganda              | 21                  |    | Tunísia             | 24                  |       |  |
|  | Quénia              | 19                  |    |                     | Quénia              | 31    |  |

| 10 de Julho de 2012 |         |          |                                  |
| Tunísia             | 14 - 30 | Zimbábue | Stade Municipal de Jemmal, Tunes |
|                     |         |          | Stade Municipal de Jemmal, Tunes |

| 10 de Julho de 2012 |         |        |                                  |
| Uganda              | 21 - 19 | Quénia | Stade Municipal de Jemmal, Tunes |
|                     |         |        | Stade Municipal de Jemmal, Tunes |

| 14 de Julho de 2012 |         |        |                                  |
| Tunísia             | 24 - 31 | Quénia | Stade Municipal de Jemmal, Tunes |
|                     |         |        | Stade Municipal de Jemmal, Tunes |

| 14 de Julho de 2012 |         |        |                                  |
| Zimbábue            | 22 - 18 | Uganda | Stade Municipal de Jemmal, Tunes |
|                     |         |        | Stade Municipal de Jemmal, Tunes |

| 1 | Zimbábue | Campeão da África 2012      |
| 2 | Uganda   | Vice-campeão da África 2012 |
| 3 | Quénia   | Permanece Divisão 1A 2013   |
| 4 | Tunísia  | Rebaixado Divisão 1B 2013   |

## Divisão 1B
A segunda divisão foi realizada em Antananarivo na Madagáscar. Vencedora foi a Seleção Malgaxe.
|  | Semifinais | Semifinais |    |          | Final          | Final |  |
|  |            |            |    |          |                |       |  |
|  |            |            |    |          |                |       |  |
|  | Madagáscar | 35         |    |          |                |       |  |
|  | Marrocos   | 28         |    |          |                |       |  |
|  |            |            |    |          |                |       |  |
|  |            |            |    |          |                |       |  |
|  |            |            |    |          | Madagáscar     | 57    |  |
|  |            | Namíbia    | 54 |          |                |       |  |
|  |            |            |    |          |                |       |  |
|  |            |            |    |          |                |       |  |
|  |            |            |    |          | Terceiro lugar |       |  |
|  |            |            |    |          |                |       |  |
|  | Namíbia    | 20         |    | Marrocos | 25             |       |  |
|  | Senegal    | 18         |    |          | Senegal        | 26    |  |

### Jogos
| 4 de Julho de 2012 |         |          |                                  |
| Madagáscar         | 35 - 28 | Marrocos | Mahamasina Stadium, Antananarivo |
|                    |         |          | Mahamasina Stadium, Antananarivo |

| 4 de Julho de 2012 |         |         |                                  |
| Namíbia            | 20 - 18 | Senegal | Mahamasina Stadium, Antananarivo |
|                    |         |         | Mahamasina Stadium, Antananarivo |

| 8 de Julho de 2012 |         |         |                                  |
| Marrocos           | 25 - 26 | Senegal | Mahamasina Stadium, Antananarivo |
|                    |         |         | Mahamasina Stadium, Antananarivo |

| 8 de Julho de 2012 |                        |         |                                  |
| Madagáscar         | 57 - 54 (43-43) (pro.) | Namíbia | Mahamasina Stadium, Antananarivo |
|                    |                        |         | Mahamasina Stadium, Antananarivo |

| 1 | Madagáscar | Promovido Divisão 1A 2013   |
| 2 | Namíbia    | Permanece Divisão 1B 2013   |
| 3 | Senegal    | Permanece Divisão 1B 2013   |
| 4 | Marrocos   | Rebaixado Divisão 1C 2013 - |

## Divisão 1C
A terçeira divisão foi realizada em Gaborone, Botsuana a partir de 22 de julho ate 29 de julho. Camarões se retirou do torneio na última hora, forçando uma mudança no programa. Duas partidas foram disputadas no primeiro dia, com as duas equipes perdedoras para enfrentar Costa do Marfim nos dias de jogos seguintes. Os dois vencedores no dia primeiro jogo se enfrentaram no dia do jogo final. Botswana venceu a divisão sobre Costa do Marfim na diferença de pontos, ganhando assim a promoção a Divisão 1B do 2013.

### Jogos
| 22 de Julho de 2012 |         |         |                      |
| Maurícia            | 26 - 22 | Nigéria | UB Stadium, Gaborone |
|                     |         |         | UB Stadium, Gaborone |

| 22 de Julho de 2012 |         |        |                      |
| Botswana            | 23 - 15 | Zâmbia | UB Stadium, Gaborone |
|                     |         |        | UB Stadium, Gaborone |

| 25 de Julho de 2012 |         |         |                      |
| Costa do Marfim     | 29 - 17 | Nigéria | UB Stadium, Gaborone |
|                     |         |         | UB Stadium, Gaborone |

| 28 de Julho de 2012 |         |        |                      |
| Costa do Marfim     | 24 - 18 | Zâmbia | UB Stadium, Gaborone |
|                     |         |        | UB Stadium, Gaborone |

| 28 de Julho de 2012 |         |                 |                      |
| Botswana            | 25 - 14 | Ilhas Maurícias | UB Stadium, Gaborone |
|                     |         |                 | UB Stadium, Gaborone |

#### Classificação
| Time            | Pts | J | V | E | D | 4+ | 7- | P+ | P- | P+/- | Nota                          |
| --------------- | --- | - | - | - | - | -- | -- | -- | -- | ---- | ----------------------------- |
| Botswana        | 8   | 2 | 2 | 0 | 0 | 0  | 0  | 48 | 29 | 19   | Promoção a Divisão 1B do 2013 |
| Costa do Marfim | 8   | 2 | 2 | 0 | 0 | 0  | 0  | 53 | 35 | 18   |                               |
| Ilhas Maurícias | 4   | 2 | 1 | 0 | 1 | 0  | 0  | 40 | 47 | -7   |                               |
| Zâmbia          | 1   | 2 | 0 | 0 | 2 | 0  | 1  | 33 | 47 | -14  |                               |
| Nigéria         | 1   | 2 | 0 | 0 | 2 | 0  | 1  | 39 | 55 | -16  |                               |

Pontuação: Vitória=4, Empate=2, Derrota=0, Bônus para equipe que fizer 4 ou mais tries = + 1, Bônus para equipe que perder por 7 pontos ou menos = + 1. 